# Ojciec chrzestny (powieść)
Ojciec chrzestny (ang. The Godfather) – powieść Maria Puzo, pierwszy raz wydana w 1969 roku. Opowiada historię sycylijskiej rodziny mafijnej sprawującej rządy w Nowym Jorku. Akcja powieści obejmuje 10 lat, poczynając od zakończenia II wojny światowej, oraz retrospekcje. Centralną postacią jest Don Vito Corleone, założyciel rodziny i zarazem tytułowy Ojciec Chrzestny.
W 1972 roku ukazała się filmowa adaptacja, wyreżyserowana przez Francisa Forda Coppolę. W głównych rolach wystąpili Marlon Brando i Al Pacino.
Książka stała się bestsellerem.

## Tytuł
Ojciec Chrzestny (włos. Il Padrino) to termin używany przez członków mafii, odnoszący się do najstarszego lub najbardziej szanowanego członka mafijnej rodziny. Do Ojca Chrzestnego może zwrócić się o radę i pomoc każdy Włoch, a w zamian za nie przysięga mu dozgonną wierność i służbę.

## Akcja powieści
Nowy Jork, druga połowa lat 40 XX wieku. Metropolią rządzi pięć Rodzin mafijnych, które żyją we względnym pokoju. Rodzina Corleone, oficjalnie utrzymująca się z importu włoskiej oliwy, a w rzeczywistości zarządzająca hazardem, jest najbardziej szanowaną i zamożną ze wszystkich. Patriarchą Rodziny jest Don Vito Corleone, słynący z mądrości, powściągliwości i dążenia do pokoju, ale jednocześnie cechuje go duża inteligencja i intuicja. Po pomoc zgłaszają się do niego włoscy imigranci, gdy zawiedzie ich amerykańskie prawo i sprawiedliwość. Don Corleone nie odmawia, a dzięki swym talentom i znajomościom jest w stanie załatwić niemożliwe dla innych sprawy.
Don Corleone ma pięcioro dorosłych dzieci: porywczego Santino „Sonny’ego”, cichego i nieudolnego Frederico „Freddiego”, żywiołową Constanzię „Connie”, adoptowanego nieformalnie Toma, będącego prawnikiem i prawą ręką Vita, oraz Michaela, który nie chce podążyć w ślady ojca i zostać członkiem Mafii.
Krótko po ślubie Connie z Carlem spokój Rodziny zostaje zachwiany przez zamach na Dona. Patriarcha, głowa rodziny zostaje ciężko ranny, a jego rolę przejmuje tymczasowo zapalczywy Sonny. Zaślepiony żądzą pomszczenia ojca, Sonny popełnia szereg błędów, które będą drogo kosztować Rodzinę i zaprowadzą ją na ścieżkę wojenną z pozostałymi Rodzinami.
Wydarzenia powieści przeplatają się często ze wspomnieniami i życiorysami poszczególnych bohaterów.

## Postacie

### Rodzina Corleone
- Don Vito Corleone – ponad sześćdziesięcioletni patriarcha Rodziny. Urodzony w sycylijskiej wiosce Corleone, w wieku dwunastu lat uciekł z kraju do Ameryki, ścigany przez morderców ojca. W Nowym Jorku został przygarnięty przez rodzinę włoskich imigrantów. Rozpoczął pracę w ich sklepie, kilka lat później ożenił się z rodaczką. W wieku dwudziestu pięciu lat został splotem okoliczności zmuszony do zejścia na drogę kryminalną i prędko wyrobił sobie opinię inteligentnego i zaradnego, choć wzbudzającego lęk zimnym opanowaniem i zaciętością. Dorobiwszy się majątku na handlu oliwą, założył Rodzinę Corleone, która szybko stała się najbardziej wpływową rodziną mafijną w Nowym Jorku. Dona cechuje mądrość, intuicja oraz szczodrość. Jest zwolennikiem pokojowego rozwiązywania konfliktów, jednak zdrajców i wrogów karze bezlitośnie i surowo.
- Carmela - żona Vita, matka Sonny’ego, Fredo, Michaela i Connie.
- Santino „Sonny” – najstarszy syn Dona. Ambitny i zapalczywy, pragnie zaskarbić sobie przychylność ojca oraz szacunek reszty Rodziny. Kobieciarz i zabijaka, potrafi jednak być hojny i łagodny.
- Frederico „Fredo” – bezbarwny i chwiejny średni syn głowy rodu.
- Constanzia „Connie” – pełna temperamentu i pyskata jedyna córka Vita.
- Michael – najmłodszy syn V.Corleone. Jako jedyny z Rodziny chce odciąć się od korzeni i żyć po amerykańsku(inne języki). Mimo pozornej słabości i miękkości, jest jednak bardzo podobny z charakteru do ojca; swój talent do zjednywania sobie ludzi i inteligencję ujawni w najmniej spodziewanym momencie.
- Tom Hagen – consigliere (doradca) Vita Corleone. Amerykanin irlandzko-niemieckiego pochodzenia, po śmierci rodziców przygarnięty jako dziecko przez Rodzinę. Don Corleone zadbał o wykształcenie Toma i traktuje go jak czwartego syna. Po ukończeniu studiów prawnych Hagen został głównym adwokatem Rodziny, a po śmierci Genca Abandando, przyjaciela i pierwszego consigliere Vita Corleone, Hagen przejmuje funkcję doradcy Dona. Tym samym staje się pierwszym w historii mafii consigliere nie tylko nie pochodzącym z Sycylii, ale niebędącym nawet Włochem. Hagen jest małomówny i opanowany. Jest zdolnym prawnikiem, swoją funkcję traktuje jako zaszczyt. Jest oddany Rodzinie, a Dona traktuje jak rodzonego ojca, służąc mu radą najlepiej jak potrafi.

### Postacie spoza Rodziny
- Peter Clemenza i Salvatore Tessio – dwaj caporegime Rodziny i najstarsi przyjaciele Dona. Główni dowódcy oddziałów Rodziny, składających się z morderców wykonujących brudną robotę. Clemenza i Tessio pilnują porządku na terenach miasta zarządzanych przez Rodzinę, służą Donowi radą i doświadczeniem przy posunięciach taktycznych oraz biorą udział w egzekucjach wrogów Rodziny.
- Luca Brasi – budzący grozę bezlitosny morderca, wiernie oddany Donowi, załatwiający dla niego najbardziej niebezpieczne sprawy.
- Johnny Fontane – słynny śpiewak i amant filmowy, syn chrzestny Dona Corleone. Utalentowany i rozpieszczony, nie umie sobie poradzić ze stopniową utratą sławy.
- Kay Adams – dziewczyna Michaela Corleone. Bystra i dobra Amerykanka, zafascynowana włoską kulturą, pełna uwielbienia dla Michaela.
- Carlo Rizzi – mąż Connie Corleone, sadysta, chciwiec i kobieciarz.
- Nino Valenti – utalentowany pianista, przyjaciel z dzieciństwa Johnny’ego Fontane. Alkoholik o wisielczym poczuciu humoru.
- Lucy Mancini – kochanka Sonny’ego Corleone.

### Rodziny mafijne
Cztery pozostałe Rodziny nowojorskie to Stracci, Tattaglia, Cuneo oraz Barzini. Zajmują się rozmaitymi nielegalnymi interesami, od prostytucji przez przemyt imigrantów po narkotyki. W mieście działa także klan Bocchicchio, który nie miesza się do brutalnych walk ani nielegalnych interesów, a jedynie oferuje swoje usługi w zapewnieniu bezpieczeństwa w spotkaniach między skłóconymi rodzinami.
W książce wspomniano także o dziesięciu innych rodzinach z całego kraju:
- rodzina Tramonti – z Luizjany
- rodzina Drago – z Florydy
- rodzina Zaluchi – z Detroit
- rodzina Falcone – z Los Angeles
- rodzina Molinari – z San Francisco
- rodzina Panza – z Bostonu
- rodzina Forlenza – z Cleveland
- rodzina Capone – z Chicago
- rodzina Greco – z Filadelfii

## Publikacja
Powieść opublikowano 1 czerwca 1969 r. w Nowym Jorku. Książkę wydano w twardej okładce, liczyła czterysta czterdzieści sześć stron. Od czasu pierwszej publikacji na rynku anglojęzycznym pojawiły się jeszcze co najmniej trzy późniejsze wydania książki.
Ojciec chrzestny przetłumaczony został na kilkadziesiąt języków, w tym na polski.

## Kontynuacje
Kontynuacje powieści, Ojciec chrzestny II i Ojciec chrzestny III, zostały napisane przez Puzo jako scenariusze dla kolejnych filmów o losach rodziny Corleone. Puzo napisał również powieść Sycylijczyk opowiadającą o wydarzeniach, które rozegrały się podczas pobytu Michaela Corleone na Sycylii.
W 2004 roku wydana została kontynuacja sagi – Powrót ojca chrzestnego autorstwa Marka Winegardnera. To saga o mafijnej rodzinie Corleone, której najważniejsze wątki rozgrywają się w latach 1955-1965. Centralnymi postaciami książki są Michael Corleone, syn Vita Corleone, oraz jego główny przeciwnik, Nick Geraci, były bokser, uliczny gangster, później capo nowojorskiej mafii. Pojedynek między tymi postaciami stanowi główną oś fabuły. Nick jest początkowo wiernym współpracownikiem Michaela i organizuje dla niego handel narkotykami. Później, zdradzony, przygotowuje plan zemsty i staje się jego największym wrogiem. Po przejęciu władzy w rodzinie Michael próbuje zrealizować obietnicę złożoną ojcu i doprowadzić do legalizacji jej działalności. Udaje mu się doprowadzić do wyboru na najwyższe stanowiska w USA osób przychylnych mafii. Z czasem zyskuje osobliwą sławę i szacunek capo di tutti capi amerykańskiego podziemia.
W listopadzie 2006 r. na polskim rynku ukazała się kolejna część sagi – Zemsta ojca chrzestnego. Akcja utworu toczy się w latach 1963–1964. Po nieudanym zamachu na Fidela Castro (niewygodnego dla polityki USA) Michael Corleone, postanawia pozbyć się swojego capo Nicka Geraciego, który zorganizował tę akcję wspólnie z CIA. Ścigany przez ludzi Michaela, Geraci ukrywa się. Po cichu planuje powrót i przejęcie funkcji Ojca Chrzestnego mafii. Dla Cosa Nostry nadchodzą ciężkie czasy – prokurator generalny Danny Shea, brat Prezydenta USA, który swoje stanowisko zawdzięcza poparciu mafii, rozpoczyna bezpardonową wojnę z organizacjami przestępczymi.
W maju 2012 r. na rynku USA ukazała się kolejna powieść – Rodzina Corleone autorstwa Edwarda Falco, oparta na niezrealizowanych scenariuszach Mario Puzo. W Polsce powieść w przekładzie Andrzeja Szulca wydano w listopadzie 2012 r., nakładem wydawnictwa Albatros. Akcja tej części rozgrywa się w latach 30 XX w. – przed wydarzeniami zekranizowanymi w filmie Ojciec Chrzestny, ale po zdarzeniach z retrospekcji ukazanych w filmie Ojciec Chrzestny II. Głównym tematem książki jest historia Vita Corleone, proces jego awansu ze świata podziemia na najpotężniejszego dona Nowego Jorku oraz tworzenie struktur jego mafijnej rodziny. Znaczącym wątkiem w książce jest również konflikt między włoskim a irlandzkim światem przestępczym. W powieści występują m.in. synowie Vita: Sonny, Fredo, Michael, współpracownicy (np. Luca Brasi), a także nowe postacie, jak Fiorello La Guardia (Burmistrz Nowego Jorku). Autor przewidywał ekranizację książki.

## Adaptacja filmowa
W 1972 roku ukazała się filmowa adaptacja Ojca chrzestnego. W głównych rolach wystąpili Marlon Brando i Al Pacino, reżyserem był Francis Ford Coppola, a nad scenariuszem i całością czuwał sam Mario Puzo.
Film przyniósł zyski w wysokości około 134 milionów USD, przy sześciomilionowym budżecie. Zdobył wiele nagród, w tym trzy Oscary, pięć Złotych Globów i Grammy. Kontynuacja, Ojciec chrzestny II, zdobyła sześć Oscarów, stając się pierwszym i jak dotąd ostatnim sequelem, który również zwyciężył w kategorii najlepszy film. Obraz utrzymał swoje miano nawet wtedy, gdy Władca Pierścieni: Powrót króla zdobył Oscara w 2003 roku – dwóm poprzednim filmom z serii nie udało się zdobyć Oscara w kategorii najlepszego filmu.

## Inne adaptacje
21 marca 2006 roku Electronic Arts wydały grę komputerową opartą na fabule Ojca chrzestnego. Gracz wciela się w postać żołnierza w rodzinie Corleone. Przed śmiercią Marlon Brando nagrał kwestie potrzebne do realizacji gry, jednakże były one bardzo słabej jakości dlatego twórcy postanowili nagrać je ponownie przez dublera. Francis Ford Coppola powiedział w kwietniu 2005 roku, że nie został poinformowany przez wytwórnię Paramount Pictures w sprawie wydania pozwolenia na powstanie gry i osobiście był przeciwny jej wydaniu. Al Pacino także nie brał udziału w powstaniu gry, przez co wygląd Michaela Corleone różnił się od ukazanego w filmie.
Powstała także gra planszowa oparta na fabule filmu.